# IC 2580
IC 2580 је спирална галаксија у сазвјежђу Шмрк (Пумпа) која се налази на листи објеката дубоког неба у Индекс каталогу.
Деклинација објекта је - 31° 31' 4" а ректасцензија 10h 28m 17,7s. Привидна величина (магнитуда) објекта IC 2580 износи 12,5 а фотографска магнитуда 13,2. Налази се на удаљености од 41,4 милиона парсека од Сунца. IC 2580 је још познат и под ознакама ESO 436-25, MCG -5-25-4, IRAS 10260-3115, PGC 30814.